# Zeche Deutschland

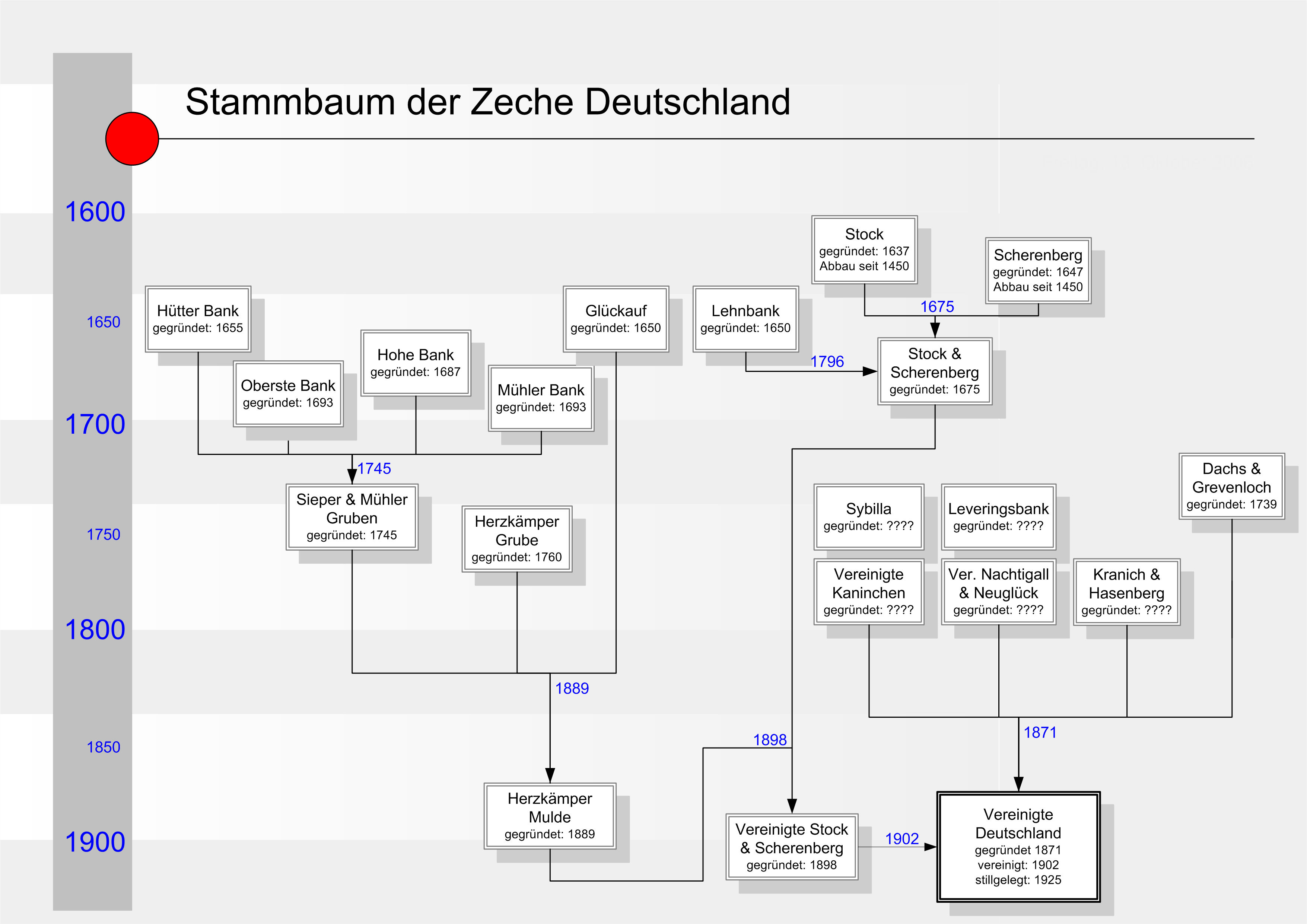
Konsolidierung der Hasslinghauser Zechen zur Zeche Deutschland

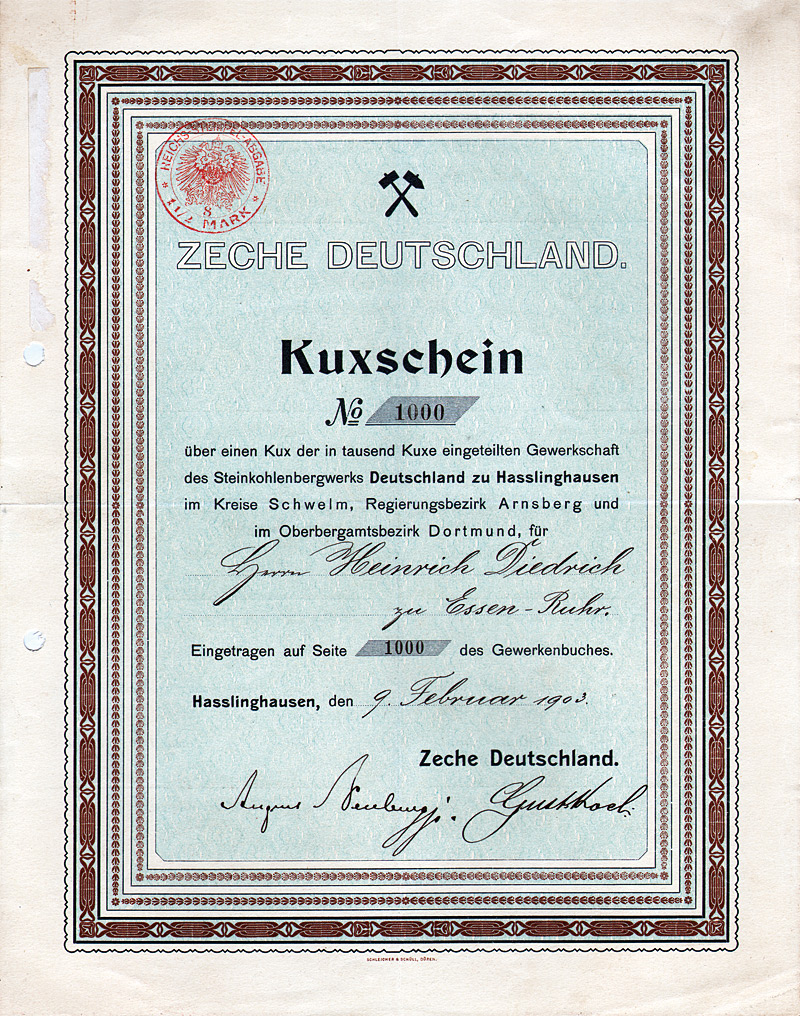
Kuxschein der Zeche Deutschland vom 9. Februar 1903

Die Zeche Deutschland ist ein ehemaliges Steinkohlenbergwerk in Sprockhövel-Haßlinghausen-Hiddinghausen. Die Zeche ist aus der Vereinigung mehrerer bis dahin eigenständiger Bergwerke entstanden. Die Zeche Deutschland war eines der Gründungsmitglieder des Rheinisch-Westfälischen Kohlen-Syndikats.

## Geschichte

### Die Anfänge
Im Jahr 1871 konsolidierten die Stollenzechen Zeche Leveringsbank, Zeche Sybille, Zeche Vereinigte Kaninchen, Zeche Vereinigte Nachtigall & Neuglück, Zeche Kranich & Hasenberg und die Zeche Dachs & Grevelsloch, um gemeinsam im Tiefbau unter den Stollensohlen der einzelnen Berechtsamen unter Zuhilfenahme des Dreckbänker Erbstollens Kohle zu erschließen und abzubauen. Durch den Zusammenschluss zur Zeche Deutschland wurden nun alle Zechen im Raum Haßlinghausen miteinander vereint. In dem Zeitraum von 1872 bis 1876 wurde der neue Tiefbau angelegt und ausgerichtet. Der seigere Schacht Rudolph wurde ab der Erbstollensohle des Dreckbänker Erbstollens tiefer geteuft. Bei einer Teufe von 214 Metern (+ 8 m NN) wurde die 1. Tiefbausohle angesetzt. Im weiteren Verlauf der Teufarbeiten wurden dann bei einer Teufe von 310 Metern (- 88 m NN) die 2. Tiefbausohle und bei einer Teufe von 390 Metern (- 168 m NN) die 3. Tiefbausohle angesetzt. Im Jahr 1877 wurde mit der Gewinnung im Tiefbau begonnen. Die wichtigsten Schächte zu diesem Zeitpunkt waren Harkort, Rudolph und Regina. Der Schacht Harkort war von der Zeche Vereinigte Kaninchen übernommen worden und war bis zur Dreckbänker Erbstollensohle 196 Meter tonnlägig und anschließend 173 Meter seiger. Schacht Regina war ein tonnlägiger Schacht, die maximale Bauhöhe betrug 160 Meter seiger. Noch vor dem Jahr 1883 wurde das stillliegende Bergwerk Frischer Morgen übernommen. Ab dem Jahr 1885 wurde eine Kokerei in Betrieb genommen.

### Ausbau der Schachtanlage
Nach der Aufnahme des Tiefbaus wurde neben Steinkohle auch Kohleneisenstein abgebaut. Das abgebaute Erz wurde an die Haßlinghauser Hütte geliefert und dort verarbeitet. Im Jahr 1886 wurde der Betrieb im Feld Vereinigte Nachtigall & Neuglück eingestellt. Im Jahr 1889 wurden die Berechtsamen Leveringsbank, Vereinigte Kaninchen und Vereinigte Nachtigall & Neuglück übernommen. Hinzu kamen die Restberechtsamen von Kranich & Hasenberg, Sybilla und Dachs & Grevelsloch. Im Jahr darauf wurden die beiden Längenfelder Charlotte & Henriette und Die Einnahme von Paris erworben. 1891 wurde mit den Teufarbeiten für einen neuen Tiefbauschacht begonnen. Er wurde nach dem Grubenbesitzer Julius Ulenberg benannt in Schacht Ulenberg. Der Schacht wurde 200 Meter westlich von Schacht Harkort angesetzt. Am 14. April desselben Jahres wurde das Längenfeld Frischer Morgen erworben. Im Jahr 1892 wurden im Schacht Harkort im Niveau der Dreckbänker Erbstollensohlen Ausrichtungsarbeiten durchgeführt. Im selben Jahr wurde im Schacht Ulenberg bei einer Teufe von 162 Metern die 1. Sohle angesetzt. Im Jahr 1893 wurde im Schacht Harkort die Förderung eingestellt. Der Schacht wurde jedoch weiterhin für die Seilfahrt genutzt. Am 16. Januar desselben Jahres wurde im Schacht Ulenberg mit der Förderung begonnen. Parallel zum Förderbetrieb wurde der Schacht tiefer geteuft. Im selben Jahr wurde das Geviertfeld Julius verliehen. Im Jahr darauf wurde der Schacht Harkort verfüllt. Das Bergwerk hatte zu diesem Zeitpunkt sechs Schächte in Betrieb, zwei davon wurden zur Bewetterung eingesetzt. Außerdem wurde in diesem Jahr im Schacht Ulenberg bei einer Teufe von 338 Metern die 2. Sohle angesetzt. Der Schacht erreichte eine Endteufe von 350 Metern und war damit der zweittiefste Schacht des Bergwerks. Über diesen Schacht wurde die Wasserhaltung des Bergwerks betrieben. Hierfür wurde das Grubenwasser bis zum Dreckbänker Erbstollen hochgepumpt und von dort abgeleitet. Der Schacht erhielt auch einen Eisenbahnanschluss.
Im Jahr 1895 wurde mit den Teufarbeiten für den Wetterschacht Lustig begonnen. Der Schacht wurde als tonnlägiger Schacht im Flöz Lustig bis zur Erbstollensohle des Dreckbänker Erbstollens geteuft. Im Jahr 1896 wurde im Schacht Rudolph bei einer Teufe von 490 Metern (- 268 m NN) die 4. Tiefbausohle angesetzt. Im darauffolgenden Jahr wurde im Schacht Rudolph die Förderung eingestellt. Am Anfang des Jahres 1898 ging eine Abteilung der Grube zu Bruch und ein Teil der Belegschaft wurde entlassen. Im selben Jahr wurde die Kuxenmehrheit der Gewerkschaft Hund erworben. 1899 wurde der zwischenzeitlich stillgelegte Schacht Rudolph wieder belegt und für das östliche Feld durchgebaut. Im Jahr 1900 zeichnete sich immer mehr ab, dass das Grubenfeld der Zeche Deutschland über nur geringe Lagerstättenvorräte verfügte. Aus diesem Grund strebten die Gewerken des Bergwerks einen Zusammenschluss mit der Nachbarzeche Stock & Scherenberg an.

### Weitere Zusammenschlüsse und Betrieb
1902 wurde die Zeche Deutschland mit der anderen Großzeche Obersprockhövels, der Zeche Stock & Scherenberg konsolidiert. Durch diesen Zusammenschluss ergaben sich für das nun unter dem Namen Zeche Deutschland konsolidierte Bergwerk größere Vorteile. Die restlichen Lagerstättenvorräte der alten Zeche Deutschland lagen im Wesentlichen über der Tiefbausohle und waren erschlossen. Die Tiefbausohle lag tiefer als die tiefste Sohle im Feld von Stock & Scherenberg. Dadurch ergab sich ein günstiger Aufschluss der noch nicht erschlossenen tieferen Vorräte im Feld Stock & Scherenberg. Insgesamt waren drei Baufelder vorhanden, Ulenberg, Beust und Hövel. Die Schachtförderung konzentrierte sich auf die Schächte Beust, Ulenberg und Hövel. Im Jahr 1903 wurde ein Wasserhaltungsschacht geteuft. Der Schacht wurde neben Schacht Ulenberg angesetzt. Im selben Jahr wurde begonnen, den Schacht Beust im Querschnitt zu erweitern. Schacht Beust war ebenfalls mit einem Eisenbahnanschluss versehen. Hierfür wurde der Schacht ab der 1. Sohle bis nach über Tage aufgebrochen. Der Schacht sollte nach dieser Umbaumaßnahme der Förderung von Versatzbergen dienen. Zusätzlich wurde der Schacht Rudolph als Förder- und Seilfahrtschacht eingesetzt. Im Jahr 1904 wurde der Schacht Ulenberg mit der 1. Sohle durchschlägig. Der Schacht ging anschließend in Förderung. Am Schacht Beust wurde der Eisensteinabbau eingestellt. Im selben Jahr wurden die alten Unterwerksbau unterhalb des Dreckbänker Erbstollens gesümpft.
Im Jahr 1905 wurde am Schacht Rudolph ein Grubenlüfter aufgestellt. Außerdem wurde in diesem Jahr die Förderung im Schacht Hövel eingestellt. Am 1. Juli desselben Jahres wurde ein zehnjähriger Pachtvertrag mit der Zeche Vereinigte Neu-Herzkamp abgeschlossen. Aufgrund dieses Vertrages wurden die Schächte Heinrich und Hövel an die Zeche Vereinigte Neu-Herzkamp abgegeben. Des Weiteren wurde in diesem Jahr von der 338 Meter–Ulenbergsohle ein Aufhauen zur Beustsohle erstellt, diese lag 80 Meter oberhalb der Ulenbergsohle. Unter Tage wurden ab diesem Jahr Grubenloks mit Benzinmotor in der Streckenförderung eingesetzt. Am Schacht Ulenberg wurde über Tage eine neue Kokerei mit 60 Koksöfen in Betrieb genommen. Im Jahr 1906 wurde der Schacht tiefer geteuft und erreichte bei einer Teufe von 291 Metern (- 69 m NN) die 2. Sohle. Außerdem wurde er mit der 1. Sohle von Schacht Ulenberg durchschlägig. Im darauffolgenden Jahr wurde im Schacht Beust bei einer Teufe von 390 Metern (- 168 m NN) die 3. Sohle angesetzt. In den Jahren 1909 und 1910 waren nun neun Schächte in Betrieb. Am 1. April des Jahres 1910 wurde eine Brikettfabrik in Betrieb genommen. Die Brikettfabrik war auf dem Gelände von Schacht Beust aufgebaut. Am 1. Juli des Jahres 1911 wurde der Pachtvertrag mit der Zeche Vereinigte Neu-Herzkamp vorzeitig beendet und der Schacht Hövel mit dem dazugehörenden Grubenfeld wieder zurückgenommen. Noch im selben Jahr wurde der Schacht endgültig stillgelegt. Im Jahr darauf waren noch sechs Schächte in Betrieb. Im Jahr 1912 wurde die Zeche Deutschland von der Gewerkschaft Vereinigte Constantin der Große übernommen.

### Die letzten Jahre
Im Jahr 1913 wurde eine Kohlenwäsche in Betrieb genommen und der Schacht erneut tiefer geteuft. Der nach dem Oberbergamtspräsidenten Ernst August Graf von Beust benannte Schacht erreichte in diesem Jahr mit 495 Metern seine Endteufe. Am 1. Oktober des Jahres 1914 wurde auf dem Gelände der ehemaligen Haßlinger Hütte eine Kokerei in Betrieb genommen. Die Kokerei wurde noch im selben Jahr wieder stillgelegt. Im Jahr 1915 wurde im Schacht Beust bei einer Teufe von 493 Metern (- 271 m NN) die 4. Sohle angesetzt. Im Jahr 1923 waren noch fünf Schächte in Betrieb. Am 5. September des Jahres 1924 wurde der Schacht Ulenberg stillgelegt. Mittlerweile wirkte sich die Weltwirtschaftskrise und das damit verbundene Zechensterben auch auf die Zeche Deutschland aus. Am 27. Januar des Jahres 1925 wurde die Zeche Deutschland stillgelegt. Die Tagesanlagen wurden weitgehend abgerissen.

## Förderung und Belegschaft
Die ersten Förderzahlen stammen aus dem Jahr 1877, in diesem Jahr wurden 3780 Tonnen Steinkohle gefördert. Die ersten bekannten Belegschaftszahlen stammen aus dem Jahr 1880, damals waren 33 Bergleuten auf dem Bergwerk beschäftigt, die eine Förderung von 3591 Tonnen Steinkohle erbrachten. Im Jahr 1885 wurden mit 43 Beschäftigten 5104 Tonnen Steinkohle gefördert. Im Jahr 1890 lag die Förderung bei 21.133 Tonnen Steinkohle, die Belegschaftsstärke betrug 128 Beschäftigte. Im Jahr 1895 waren 302 Beschäftigte auf dem Bergwerk, die Förderung betrug 58.892 Tonnen Steinkohle. Im Jahr 1900 wurden 126.529 Tonnen Steinkohle gefördert, die Belegschaftsstärke betrug 376 Beschäftigte. Im Jahr 1902 wurden rund 280.000 Tonnen Steinkohle gefördert. Im Jahr 1905 waren 1044 Beschäftigte auf dem Bergwerk, die Förderung betrug 251.723 Tonnen Steinkohle. Im Jahr 1910 wurde eine Förderung von 310.422 Tonnen Steinkohle erbracht, die Belegschaftsstärke lag bei 1178 Beschäftigten. Die höchste Förderung des Bergwerks wurde im Jahr 1913 erbracht. Mit 1276 Beschäftigten wurde eine Förderung von 386.404 Tonnen Steinkohle erbracht. Im Jahr 1915 wurden 257.744 Tonnen Steinkohle gefördert, die Belegschaftsstärke betrug 820 Beschäftigte. Im Jahr 1920 wurden mit 940 Beschäftigten rund 170.000 Tonnen Steinkohle gefördert. Im Jahr 1924 waren noch 800 Beschäftigte auf dem Bergwerk, es wurden 139.253 Tonnen Steinkohle gefördert. Dies sind die letzten bekannten Förder- und Belegschaftszahlen.

## Heutiger Zustand
Von den Tagesanlagen der Zeche sind nur noch wenige Gebäude erhalten geblieben. Vom Schacht Harkort ist noch das Fördermaschinenhaus erhalten. Das Gebäude wird von der Firma Krauthausen als Verwaltungsgebäude genutzt. Auch vom Schacht Beust sind von den Tagesanlagen noch Gebäude erhalten. Das Schachthaus ist noch weitestgehend erhalten. Zwei weitere Gebäude sind modernisiert worden. Die modernisierten Häuser werden als Wohngebäude genutzt. Die Gebäude befinden sich in Haßlinghausen an der Straße Zum Sackschacht. Alle Gebäude sind Bestandteil des Deutschland Weges. Zusätzlich ist auch die 1911 erbaute Villa des Betriebsdirektors der Zeche Deutschland erhalten. Das Haus befindet sich an der Wittener Straße 108.

## Kartenmaterial
- Die Spur der Kohle, herausgegeben vom Heimat- und Geschichtsverein Sprockhövel 1996
  - Deutschland-Bergbauwanderweg
  - Herzkämper-Mulde-Weg
- Topografische Karte Nummer 4609 Hattingen Maßstab 1:25.000, herausgegeben vom Landesvermessungsamt NRW 1999